# Дибвойз, Нельсон
Не́льсон Кэ́рел Ди́бвойз (англ. Neilson Carel Debevoise; 8 ноября 1903, Джерси-Сити — 10 декабря 1992, Гаррисберг) — американский историк-антиковед и ориенталист, сотрудник военной разведки и Государственного департамента, член Совета национальной безопасности США.

## Биография
Окончил Иллинойсский университет в Урбане-Шампейне, в 1929 там же защитил диссертацию  «Парфянские проблемы» под  руководством  знаменитого востоковеда А. Т. Олмстеда. С 1930  работал в Восточном институте Чикагского университета.
Участвовал в американских археологических исследованиях в Селевкии-на-Тигре, проводившихся в течение шести сезонов в 1927—1937 под руководством Лероя Уотермэна и К. Хопкинса.
В 1930-е годы опубликовал несколько статей по глиптике и архитектуре эпохи парфян и Сасанидов, и первую монографию, «Парфянская керамика из Селевкии-на-Тигре», в которой описал и исследовал почти 1600 сосудов, большинство из которых ныне хранится в Музее археологии Келси при Мичиганском университете, располагающем самой крупной коллекцией керамики парфянской эпохи, не считая иракских музеев.
Во время работы в Ираке изучил около 30 тыс. найденных там античных монет, создав на основе этих исследований хронологию памятников парфянской эпохи.
В 1938 опубликовал работу, принесшую ему мировую славу — монографию «Политическая история Парфии». Поскольку до него изучение парфянской истории оставалось на периферии научных исследований, и существовало единственное более или менее полное специальное исследование — работа британского востоковеда Джорджа Роулинсона (1812—1902) «Шестая великая восточная монархия, или география, история и древности Парфии» (1873), книга Дибвойза стала настоящим прорывом.
Дибвойз

...произвел совершенно уникальный для своего времени комплексный анализ данных древней письменной традиции по истории государства Аршакидов. Он сумел практически в полном объеме рассмотреть греко-латинские нарративные и документальные свидетельства, служащие основой основ для реконструкции основных вех и событий парфянской истории, и, помимо этого, использовал соответствующие сведения из иранских, вавилонских, армянских и китайских источников в том объеме, в каком это было возможно при тогдашнем состоянии их изученности. Вдобавок Дибвойз привлек все доступные ему нумизматические и археологические материалы, а также произвел критический анализ всех существующих к тому времени научных разработок и по возможности учел все имеющиеся на тот момент публикации по парфянской проблематике.— Ольбрыхт М. Я, Никоноров В. П. Вклад Н. К. Дибвойза в изучение истории и культуры Ирана в эпоху Аршакидов // Дибвойз Н. К. Политическая история Парфии. — СПб.: Филологический факультет СПбГУ, 2008, с. 6—7
Одним из первых американский исследователь обратил внимание на отношения Парфии с народами Средней Азии. В результате, несмотря на появление в последующие десятилетия огромного количества работ по истории Парфии, труд Дибвойза, несмотря на ряд недостатков, и поныне сохраняет своё научное значение.

Практически невозможно найти серьезную публикацию по истории Парфии, где бы не было ссылок на этот труд, что свидетельствует как о его несомненном высоком научном уровне, так и о его востребованности. Можно смело утверждать, что по широте охвата и глубине интерпретации данных греко-латинской письменной традиции «Политическая история Парфии» Дибвойза до сих пор не имеет себе равных в научной литературе.— Ольбрыхт М. Я, Никоноров В. П. Вклад Н. К. Дибвойза в изучение истории и культуры Ирана в эпоху Аршакидов // Дибвойз Н. К. Политическая история Парфии. — СПб.: Филологический факультет СПбГУ, 2008, с. 9
До 1947 Дибвойз опубликовал еще несколько статей и рецензий. В 1940—1941 работал в качестве исследователя-стипендиата в Институте перспективных исследований в Принстоне.
С началом Второй мировой войны резко изменил свою жизнь, завершив научную карьеру и поступив  в военную разведку (Army Intelligence) в чине капитана. Об этом периоде биографии, в силу особенностей работы, осталось мало сведений. Известно лишь, что в годы войны Дибвойз служил в Египте, а впоследствии получил звание ветерана ВВС США (Army Air Force).
После войны, при президентах Трумэне и Джонсоне, был сотрудником Государственного департамента и членом Совета национальной безопасности США.
Нельсон Дивбойз не написал задуманную работу по истории Сасанидов, отдав все силы служению государственным интересам своей страны..
Умер в больнице Гаррисберга в декабре 1992.
Персидский перевод основного труда Дивбойза, выполненный Али-Аскером Хекматом, был опубликован в 1963, русский перевод Валерия Никоноров вышел в 2008 году; издание дополнено 500-страничной библиографией публикаций, вышедших после 1938 года.

## Семья
Жена (1928): Марта Эстер Кетчум (1905—1995)
Дети:
- Элизабет, в замужестве Стаз
- Нельсон Томас

## Публикации
- Parthian Pottery from Seleucia on the Tigris. — Ann Arbor, 1934 (University of Michigan Studies. Humanistic Series. Vol. XXXII)
- A Political History of Parthia. — Chicago, 1938 [reprint: New York, 1968]
- Tāriḵ-e siāsi-e Pārt. — Tehran, 1963
- Дибвойз Н. К. Политическая история Парфии / Пер. В. П. Никонорова. — СПб. : Филологический факультет СПбГУ, 2008. — 816 с. — (Историческая библиотека). — ISBN 978-5-8465-0638-1.
- Дибвойз Н. К. Парфянское царство / пер с англ. О. Донцовой. — М. : Ломоносовъ, 2019. — 224 с. — (История. География. Этнография). — 600 экз. — ISBN 978-5-91678-543-2.